# Frank (Immobilien)
Frank (Eigenschreibweise FRANK) ist ein Immobilienunternehmen mit Hauptsitz in Hamburg und Niederlassungen in Kiel und Hofheim am Taunus. Die Auftraggeber sind sowohl privat als auch kommunal. Frank beschäftigt über 300 Mitarbeiter. Das Unternehmen verwaltet rund 7.800 Einheiten aus eigenem und fremdem Bestand. Im Jahr 2015 betrug der Konzernumsatz über 125 Millionen Euro.

## Geschichte
Vorläufer von Frank war die Gemeinnützige Kleinhausbau Gesellschaft. Sie wurde 1925 in Hamburg vom Architekten Paul A.R. Frank und seinem Bruder Hermann Frank gegründet und 1937 zur Siedlungsbaugesellschaft Hermann und Paul Frank umbenannt. Paul A.R. Frank beteiligte sich während der Weimarer Republik an zahlreichen Wohnquartieren für die der Hamburger Oberbaudirektor Fritz Schumacher den Bebauungsplan entwarf, zum Beispiel in der Jarrestadt. Weitere Wohnungsbauprojekte waren die Laubenganghäuser in Hamburg-Barmbek und in Hamburg-Dulsberg. Außerdem plante und realisierte die Wohnungsbaugesellschaft die Frank’sche Siedlung in Klein-Borstel sowie die Gartenstadt Elmschenhagen in Kiel. Diese Wohnanlagen und Siedlungen stehen überwiegend unter Denkmalschutz. Der Frankring in Hamburg-Volksdorf ist nach den Brüdern Paul A.R. Frank und Hermann Frank benannt.